# 一柳頼明
一柳 頼明（ひとつやなぎ よりあき）は、伊予国小松藩第9代（最後）の藩主（知藩事）。

## 生涯
安政5年（1858年）7月15日、第8代藩主・一柳頼紹の三男として生まれる。母は側室の原田氏。
慶応4年（1868年）2月、病気の父の代理として上洛する。同年4月、帰藩する。明治2年（1869年）12月7日、父の死去にともない、家督を相続する。同時に従五位となり、知藩事に就任した。2年後の明治4年（1871年）、廃藩置県に伴って免官された。
明治7年（1874年）6月に隠居し、弟の紹念（つぐむね）に家督を譲った。
頼明は明治18年（1885年）に一柳子爵家から分家。大正9年（1920年）1月16日に63歳で死去した。

## 系譜
- 父：一柳頼紹（1822年 - 1869年）
- 母：原田氏
- 先妻：一柳氏
- 後妻：カク - 武田サダ長女

頼明から家督を譲られた弟の紹念（万延元年（1860年）10月12日 - 昭和4年（1929年）3月12日）は、明治17年（1884年）、華族令施行により子爵に叙せられる。
紹念は大正3年（1914年）に隠居し、養子の直徳（なおえ、伊達宗徳七男）が家督を継承した。直徳の子・直俊（なおとし）の代で華族制度廃止を迎える。